# Svanevit
Svanevit är en grupp som spelar svensk folkmusik. Gruppen bildades i Skåne 2005.

## Medlemmar
- Anders Larsson – sång, gitarr, mandola, mandolin
- Maria Larsson – fiol, nyckelharpa, olika flöjter
- Anna Rynefors – nyckelharpa, svensk säckpipa, slagverk
- Erik Ask-Upmark – harpa, svensk säckpipa, dalslandspipa, skränpipa, flöjt

## Diskografi
- Svanevit  (utg 2005, Nordic Tradition NTCD01)
- Rikedom och gåvor  (utg 2008, Nordic Tradition NTCD11)